# Învierea (roman)
Învierea este un roman scris de Lev Tolstoi, publicat în anul 1900, fiind și ultimul scris de autor. Cunoașterea vieții sociale a Rusiei țariste a devenit pentru Tolstoi una dintre principalele preocupări. Spre sfârșitul ultimului deceniu al secolului al XIX-lea, când se afla deja în plină glorie literară, a scris romanul „Învierea”, al cărui fir epic se țese în jurul lui Nehliudov, nobilul ce-și caută mântuirea de un păcat al tinereții și tânjește după o viață nouă. În urma publicării acestui roman, Tolstoi a fost excomunicat din Biserica Ortodoxă Rusă.

## Perioada în care Tolstoi a scris romanul
Între anii 1889—1899 Tolstoi a scris cel de-al treilea roman (după Război și pace și Anna Karenina), „Învierea”, inspirat din viața epocii și având o tematică profund socială și politică. Fiind scris într-o epocă de creștere a avântului revoluționar premergător revoluției din 1905, romanul are un ascuțit caracter demascator și capătă o mare forță generalizatoare.
Punând în centrul atenției autodesăvârșirea Katiușei și încercările lui Nehliudov de a începe o viață nouă, Tolstoi arată în același timp mizeria în care trăiau oamenii simpli, satul căzut în ruină, închisoarea țaristă și deținuții ei, deportarea în Siberia, demască ipocrizia Bisericii, injustiția, corupția aparatului de stat țarist, într-un cuvânt, demască întreaga orânduire socială și de stat din Rusia țaristă. Autorul a introdus în acțiunea romanului oameni din cele mai felurite categorii sociale. El a zugrăvit și vârfurile nobilimii,  preoțimea, funcționărimea, ofițerimea, negustorimea, precum și lumea meseriașilor și pe cea a mujicilor, încercând chiar să creeze tipuri de revoluționari, prezentându-i cu simpatie îndeosebi pe narodnici, în timp ce față de social-democrați are rezerve și își manifestă chiar dezacordul și lipsa de înțelegere.

## Despre roman
Pentru a reda cât mai plastic tabloul vieții Rusiei de la sfârșitul secolului al XIX-lea, Tolstoi folosește cu predilecție contrastul, ca mijloc de expresie artistică. După publicarea romanului este excomunicat din biserică.
Punctul de plecare al romanului „Învierea” este un fapt de cronică judiciară. În cadrele acestui fapt divers, Tolstoi și-a turnat noile idei, precum și amintiri, experiențe, remușcări. Una dintre aventurile erotice marcante trăite de autor a fost transcrisă în „Învierea”. „În tinerețea mea am dus o viață foarte stricată, și două întâmplări mă urmăresc în mod deosebit până azi.” - declară Tolstoi.
Prințul Nehliudov este numit membru într-o comisie de jurați, întrunită pentru a judeca și condamna o prostituată acuzată de crimă. O recunoaște: este chiar Katiușa Maslova, fosta servitoare a familiei sale, pe care el a sedus-o, împingând-o astfel până la ultima treaptă a decăderii. Pradă unor atroce remușcări, Nehliudov renunță la moșii și la viața mondenă, o urmează pe condamnată în Siberia, iar după ce îi obține grațierea, îi cere, spre a-și ispăși greșeala față de ea, să se căsătorească cu el. Ea refuză, iar Nehliudov rămâne să mediteze asupra adevărurilor Evangheliei.
Tolstoi a început să lucreze la romanul Învierea la 26 decembrie 1889 și a lucrat cu unele întreruperi, timp de zece ani, până la 17 decembrie 1899, când l-a finalizat.

## Ideea povestirii

Tolstoi la biroul său

Ideea de a scrie romanul s-a înfiripat în mintea autorului prin iunie 1887. A.F. Koni, fiind pe atunci în vizită la Iasnaia Poliana, i-a povestit lui Tolstoi următorul caz din practica sa judiciară: un tânăr din înalta societate, proaspăt absolvent al unei școli superioare pentru nobili, fiind în vizită la o rudă bogată, a sedus o tânără slujnică. Fata și-a dat pruncul născut la orfelinat, iar ea, împinsă de mizerie, a ajuns într-o casă de toleranță. După câtva timp a fost judecată pentru vina de a fi furat bani de la un „oaspete” beat. La proces, printre jurați se afla și seducătorul ei de altădată. Soarta fetei l-a impresionat grozav și el s-a hotărât să-și răscumpere vina, cerând-o în căsătorie. Relatarea i s-a părut foarte interesantă lui Tolstoi, care l-a sfătuit pe Koni să scrie o povestire pe această temă pentru editura „Posrednik” (Mijlocitorul).
La 12 aprilie 1888 Tolstoi îi scrie lui P.M. Biriukov:
„Întreabă-l pe Koni dacă a început să scrie povestirea promisă pentru Posrednik, iar de nu, dacă îmi dă voie mie să folosesc această temă. E și foarte interesantă, și necesară.”—L.N. Tolstoi, din corespondență
În același an, în mai, Tolstoi îi scrie soției sale:
„L-am întrebat pe Koni dacă a scris povestirea și dacă îmi dă voie să-i folosesc eu tema. E un subiect minunat și interesant și mă ispitește să scriu.”—L.N. Tolstoi, din corespondență
Koni s-a învoit să-i cedeze tema lui Tolstoi, lucru pe care i l-a comunicat printr-o scrisoare la 1 iunie 1888. Tolstoi a început să lucreze la roman abia peste un an și jumătate, la 26 decembrie 1889. Este notat în jurnalul lui: „M-am apucat deodată să scriu povestea lui Koni și, pare-mi-se, iese binișor.”

## Geneză
La început „Învierea” fusese concepută ca nuvelă, problema centrală fiind renașterea morală a eroului. Tolstoi se concentrase mai ales asupra analizei frământărilor sufletești ale lui Nehliudov, asupra descrierii vieții lui și a mediului în care trăia, făcând din aceasta centrul povestirii. Însemnările din jurnal sau din acea vreme vorbesc despre intenția lui Tolstoi de a crea o mare operă literară, care să redea noua concepție despre viață a scriitorului, concepție care l-a dus la o ruptură definitivă cu nobilimea și la trecerea lui de partea țărănimii patriarhale. La 25 ianuarie 1891 Tolstoi a notat în jurnalul său:
„Am început să mă gândesc ce bine ar fi să scriu un roman de longue haleine, în lumina concepțiilor mele de astăzi. M-am gândit că aș putea să întrunesc în el toate planurile mele, de a căror neîndeplinire îmi pare rău.”—L.N. Tolstoi
Gândul despre un roman de mari proporții concretizându-se treptat, se împletea cu concepția Învierii.
Lucrând la Învierea, Tolstoi căuta să redea cât mai fidel realitatea, el vizita închisorile, se familiariza cu judecățile, cu moravurile și viața închisorilor, studia dreptul penal, citea mult despre viața deportaților. Pe unele date le-a luat din cărți: N.M. Iadrințev, Comunitatea rusă în închisori și deportare (1872), D.A. Liniov, Din post în post (1886), L. Melsin, În lumea celor proscriși (1896) ș.a., pentru a le folosi mai apoi în roman. Tolstoi ținea seama de îndrumările și sfaturile juriștilor. Unul dintre ei l-a ajutat să redacteze actul de acuzare, sentința judecătorească și actul cercetării medico-legale a cadavrului Smelkov. Soția lui Tolstoi îi scria lui V.V. Stasov la 22 februarie 1899:
„Lucrează cu o conștiinciozitate uimitoare. Studiază până și cele mai mici amănunte din toate domeniile în care își plasează eroii nuvelei sale.”—S.A. Tolstoi, din corespondență

## Cenzura țaristă și critica

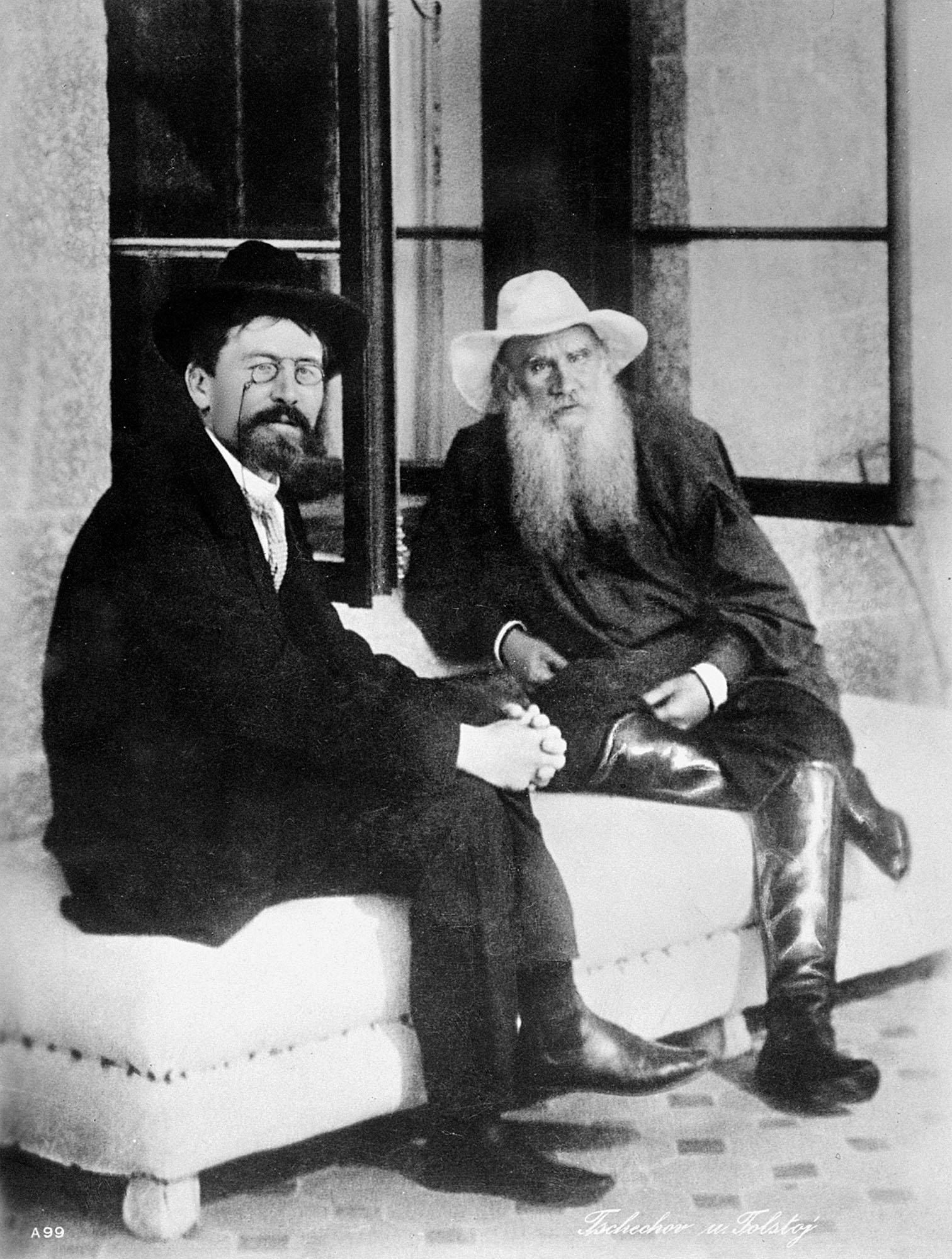
A.P. Cehov (stânga) și L.N. Tolstoi

Apariția romanului a avut un imens răsunet social. Reacțiunea politică l-a acuzat pe Tolstoi de a fi subminat principiile de bază ale conducerii de stat și ale religiei și l-a îndepărtat din biserică. Criticii burghezi liberali căutau să minimalizeze semnificația social-politică a romanului, reducându-l la simpla poveste a lui Nehliudov și a Katiușei, atribuind vastelor tablouri sociale doar rolul unui fundal pe care se desfășoară acțiunea. Presa reacționară nega valoarea artistică a romanului, văzând în el "un fel de caricatură a orânduirii și societății contemporane".
Anton P. Cehov spune despre Învierea:
„Această lucrare este o minunată operă de artă. Lucrul cel mai puțin interesant îl constituie ceea ce se spune despre relațiile dintre Nehliudov și Katiușa, iar lucrul cel mai interesant îl reprezintă părinții, generalii, mătușile, țăranii, deținuții, temnicierii. Scena de la generalul comandant al fortăreței Sf. Petru și Pavel, cel care se ocupa cu spiritismul, am citit-o copleșit de emoție - atât e de izbutită! Dar madame Korceaghina imobilizată în fotoliu, dar mujicul, bărbatului Feodosiei! Acest mujic își iubește nevasta și spune despre ea că-i „muiere aprigă”. Aprigă e și pana lui Tolstoi. Lucrarea însă nu are un final, căci încheierea ei nu poate fi numită final. Să scrii, să scrii, iar apoi să iei și să pui totul în seama unui text din evanghelie - e din cale afară de teologic.”—Anton P. Cehov despre „Învierea”
Cenzura țaristă n-a admis romanul spre publicare în forma în care a ieșit din mâna scriitorului. Din 129 de capitole numai 25 au fost publicate fără denaturări, iar trei au fost cu totul eliminate: două capitole închinate serviciului divin din biserica închisorii și unul vizitei lui Nehliudov la Toporov.
Romanul a înmănuncheat căutările spirituale ale lui Tolstoi și, totodată, prin forța lui demascatoare și ascuțimea lui publicistică, constituie o treaptă nouă în creația scriitorului, de fapt o culme a realismului critic în literatura rusă. Învierea a apărut pentru întâia oară în revista Niva, nr. 11 (13 martie) - nr. 52 (25 decembrie) în 1899; a fost publicată în format de carte în 1900.